# Багуиска школа
Багуиска школа (на китайски: 八桂學派/八桂学派; пинин: Bāguìxuépài) е влиятелна група от историци и антрополози в Гуанси-джуански автономен регион.
В тесен смисъл Багуиската школа се отнася до подхода на членовете на Департамента по история на Гуанския университет през последния век. В по-широк смисъл терминът „Багуиска школа“ се асоциира с определена „джуанология“ за джуанци.

## История
Багуиска школа е първият основен източник на работи върху изследвания върху джуанци, като се комбинират теория и полеви изследвания от aнтропология. Историятa на Багуиската школа води началото си от до 50-те на 20 век, когато последователите на Хуан Сиенфан,  пишещи и преподаващи в Университета на Гуанси Учителите, Китай, се опитват да обяснят цялостната гама от джуанци история и социална организация. Участниците в кръжока развиват методи на анализ за джуанология през периода 1953–1957. 

## Най-видни представители
- Хуан Сиенфан
- Хуан Зенцин
- Бан Сиуниен
- Цин Caилуан
- Хуан Ханджин[4]